# Pandemia de COVID-19 nos Estados Unidos
A pandemia do SARS-CoV-2 nos Estados Unidos começou em 21 de janeiro de 2020. Em 25 de fevereiro de 2020, os Centros de Controle e Prevenção de Doenças (CDC) confirmaram vários casos de coronavírus nos Estados Unidos. Atualmente, o CDC divide os números em casos entre viajantes individuais, casos devidos a pessoas espalhadas pelos Estados Unidos e casos entre cidadãos repatriados de locais de crise, como Wuhan, China e o navio de cruzeiro Diamond Princess. O CDC publica edições atualizadas toda segunda, quarta e sexta-feira. Esses números são copiados na tabela a seguir.
No dia 4 de abril de 2020, segundo balanço da Universidade Johns Hopkins (JHU), noticiado pela CNN, foram registrados mais de 300 mil casos confirmados para o novo coronavírus. No dia 10 de abril, ultrapassaram 500 mil casos. No mesmo dia, os Estados Unidos bateram um novo recorde e foram o primeiro país a registrar mais de duas mil mortes em um período de 24 horas, segundo dados da JHU. No dia 22 de abril, foi divulgado que os Estados Unidos identificaram duas mortes de pacientes, um no dia 17 de fevereiro, e outro dia 6 de fevereiro, 20 dias antes da primeira confirmação oficial. Em 24 de abril de 2020, o número de mortes nos Estados Unidos superaram 50 mil.
No final de março de 2020, os Estados Unidos se tornaram o epicentro da pandemia de coronavirus no mundo, concentrando o maior número de infectados e mortos dentre os quase 190 países e territórios que registraram casos do vírus. A cidade de Nova Iorque se destacou dentro da nação com uma alta taxa de infecção e letalidade. Em 27 de maio, os Estados Unidos se tornaram o primeiro país no mundo a chegar a marca de 100 000 fatalidades por causa do COVID-19. Os estados de Nova Iorque, Nova Jérsei, Illinois, Pensilvânia, Massachusetts, Califórnia, Texas e Flórida eram, à época, os epicentros das infecções no país, concentrando a maioria dos casos e mortes. No começo de julho, os Estados Unidos registraram mais de 3 milhões de casos de infecção pelo COVID-19 nos territórios da nação, mais do que qualquer outro país no mundo, na época.
Em 13 de março, o presidente Donald Trump declarou emergência nacional. O Governo Trump foi acusado de agir de forma muito lenta para responder a crise do coronavirus, esperando até meados de março para autorizar a compra de grandes quantidades de equipamentos médicos. O governo também usou o Defense Production Act para direcionar a indústria privada a construir material médico. Em 17 de abril, as autoridades federais autorizaram a declaração de desastre para todos os estados e territórios. Uma segunda onda de infecções começou em junho de 2020, após vários estados relaxarem as medidas de restrição social.
A maioria dos estados e territórios americanos aprovaram diversas medidas como resposta a pandemia, incluindo regras de distanciamento social, quarentenas, proibição e cancelamento de aglomerações (especialmente festivais e eventos esportivos) e fechamento de escolas. O maior número de casos é visto, desproporcionalmente, nas comunidades de afro-americanos e latinos, e muitos casos foram reportados de xenofobia e racismo contra americanos de origem asiatica. Entre as diversas consequências da pandemia, a economia dos Estados Unidos entrou em recessão e o desemprego subiu de 3,5% para 14,7% entre fevereiro e abril. Como resultado da desaceleração da atividade econômica, o PIB do país chegou a encolher 38% no segundo trimestre do ano, enquanto a dívida pública cresceu exponencialmente.
Em dezembro de 2020, após quase um ano depois do primeiro caso ter sido reportado, os Estados Unidos adquiriu uma vacina contra o COVID-19 e começou a imunizar sua população. Em janeiro de 2021, o novo presidente, Joe Biden, adotou novas medidas para conter a pandemia de COVID-19, instruindo as agências do governo para trabalharem mais rápido na vacinação de pessoas, reabertura de escolas e uso obrigatório de máscaras em transporte público interestadual. O governo também anunciou que pretendia passar um plano econômico de US 1,9 trilhões de dólares para lidar com a crise, social e econômica, do COVID-19.

## Críticas ao sistema de saúde

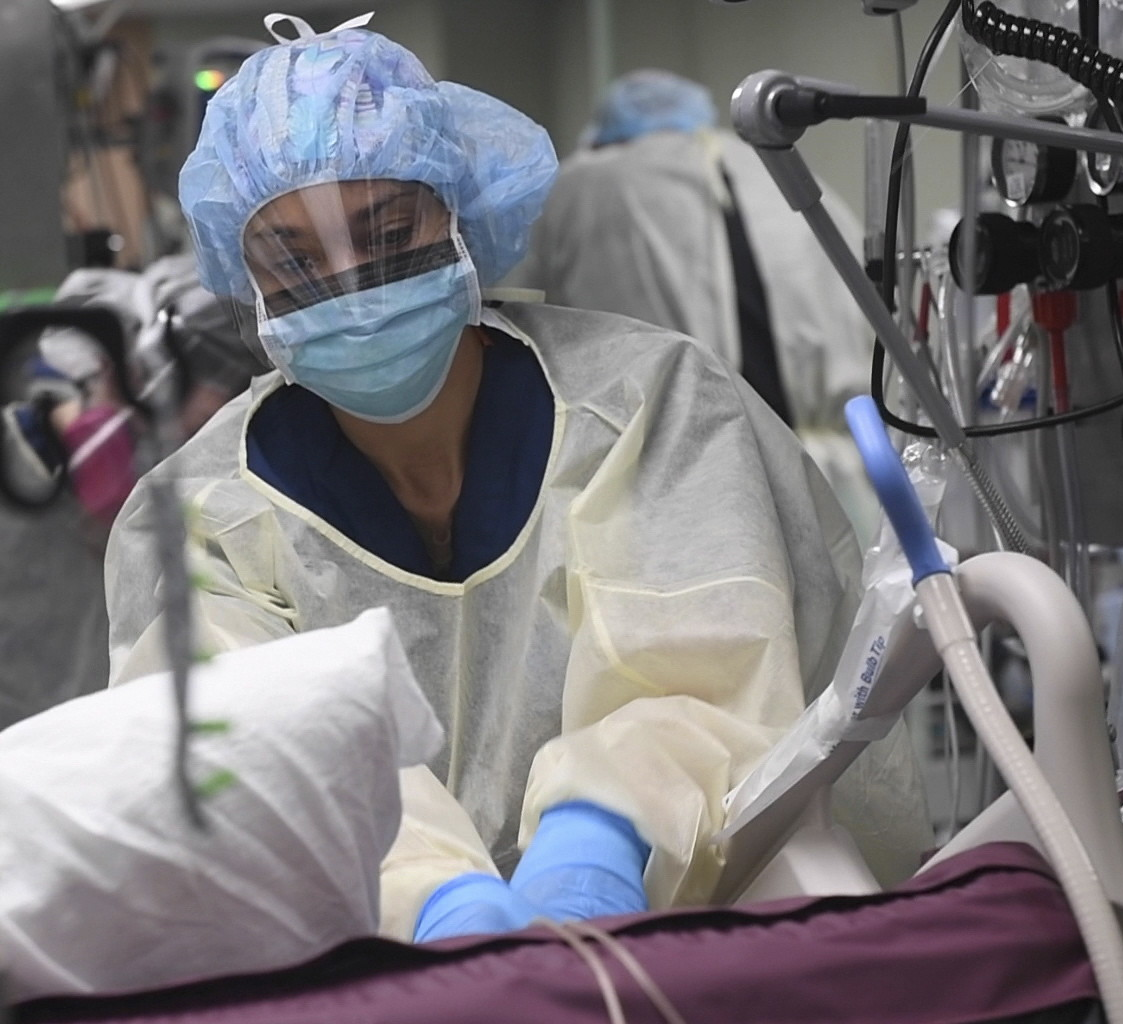
Uma enfermeira da marinha dos Estados Unidos, abordo do USNS Comfort, cuidando de uma unidade de tratamento intensivo.

Como o sistema de saúde público nos Estados Unidos não contempla toda a população, os cidadãos ficam sem outra opção além de obrigatoriamente contratar um convênio particular para garantir seus cuidados médicos. Do ponto de vista de mercado, esse é um ponto negativo, pois as seguradoras estabelecem suas próprias condições e, muitas vezes, elas podem ser abusivas.
Além disso, muitos estadunidenses deixam de ir ao médico para não gastar – tanto os que não têm convênio, quanto os que têm, pois a cobertura médica oferecida pela empresa privada nunca é completa. Sem prevenção, só recorrem aos cuidados médicos quando a situação já é grave. Depender de um sistema de saúde privado também dá espaço para desigualdade, já que só tem convênio quem pode pagar por ele. Para aumentar seus lucros, as seguradoras privadas ainda criam planos mais caros, voltados para pessoas com maior poder aquisitivo. Se o sistema de saúde público atendesse todos os cidadãos, os estadunidenses provavelmente gastariam menos e teriam os mesmos direitos, independente da renda de cada um. Os cuidados médicos nos Estados Unidos custam caro. Se você for internado por três dias e não tiver seguro, terá de desembolsar cerca de US$ 30 mil (aproximadamente R$ 140 mil na cotação atual) para pagar a conta do hospital.
Problemas técnicos no desenvolvimento de provas para detectar o desenvolvimento de provas para detectar o coronavírus e a limitação dos testes a uma pequena parte da população contribuíram para a propagação do COVID-19 nos Estados Unidos, denunciaram vários especialistas sanitários.  A FDA, agência de medicamentos dos Estados Unidos, também tinha proibido aos laboratórios públicos estatais desenvolver e distribuir seus próprios testes baseados no da OMS. Os autores do estudo também advertiram sobre a reação desproporcional do público agora que a epidemia se espalhou.
Outro obstáculo no combate ao coronavírus é o fato de que mais de 27 milhões de pessoas nos Estados Unidos não têm seguro de saúde, segundo dados do Censo americano, e o país não tem um sistema de saúde universal gratuita. Sem o benefício e diante da pressão financeira de ficar dias sem salário, esses americanos costumam trabalhar mesmo que estejam doentes ou que alguém da família esteja contaminado, colocando em risco colegas e o público. Além de não terem acesso à licença médica remunerada, muitos funcionários americanos também não podem trabalhar remotamente, de casa - outra recomendação do governo em caso de epidemia de coronavírus. Entre os países ricos, os Estados Unidos se destacam por serem um dos únicos que não oferecem a seus trabalhadores benefícios como licença médica, férias remuneradas ou licença maternidade. Como esses benefícios não estão previstos em lei federal, a decisão fica a cargo do empregador.
Entre os que têm plano de saúde, muitas vezes a cobertura é limitada e exige alto percentual de co-pagamento. Além disso, é comum receber cobranças que não estavam previstas na hora de negociar os detalhes do tratamento. Recentemente, alguns americanos que foram obrigados a ficar em quarentena por causa do coronavírus relataram ter recebido cobranças de milhares de dólares, apesar de o isolamento ter sido obrigatório por ordem do governo. Em um dos casos, relatado pelo jornal The New York Times, um americano contou que ele e sua filha haviam sido evacuados de Wuhan, epicentro do coronavírus na China, pelo governo americano e colocados em quarentena, o que incluiu alguns dias em isolamento em um hospital. Apesar de a hospitalização ter sido ordenada pelo governo - e de não terem sido diagnosticados com o vírus -, ele recebeu uma conta de quase US$ 4 mil (mais de R$ 18 mil) por serviços de ambulância, médicos e radiologista. Segundo especialistas, todos esses obstáculos devem ameaçar o controle da epidemia, que depende de medidas como ampliar o acesso aos testes e a tratamentos e fazer com que aqueles com sintomas ou que tenham alguém afetado na família fiquem em casa, evitando contaminar outras pessoas.[carece de fontes?]